# Star Wars, épisode II : L'Attaque des clones (roman)
Pour les articles homonymes, voir Star Wars, épisode II : L'Attaque des clones (homonymie).
Star Wars, épisode II : L'Attaque des clones (titre original : Star Wars Episode II: Attack of the Clones) est une novélisation du film du même nom écrite par R. A. Salvatore (sur un scénario de George Lucas) et publiée aux États-Unis par Del Rey Books le 23 avril 2002, puis traduite en français et publiée par les éditions Presses de la Cité le 2 mai 2002,.
Ce livre relate les évènements se déroulant dans le film. L'action se situe vingt-deux ans avant la bataille de Yavin.

## Résumé
Dix ans après les événements survenus dans La Menace fantôme, Padmé Amidala revient sur Coruscant en tant que sénatrice de Naboo pour un vote de la plus haute importance mais certains ne sont pas de cet avis et décident de la tuer. Pour la protéger, le chancelier suprême Palpatine et le conseil Jedi dépêchent le maître Jedi Obi-Wan Kenobi et son padawan Anakin Skywalker afin de découvrir et démanteler le complot...

## Personnages
- Anakin Skywalker
- Padmé Amidala
- Obi-Wan Kenobi
- Mace Windu
- Palpatine
- Shmi Skywalker
- Owen Lars
- Cliegg Lars
- Beru Whitesun
- Bail Organa
- Sola Naberrie
- Jobal Naberrie
- Ruwee Naberrie
- Ryoo Naberrie
- Pooja Naberrie
- Jar Jar Binks
- Comte Dooku,
- Maître Yoda...